# Centraalstadion (Wolgograd)
Het Centraalstadion (Russisch: Центральный стадион) was een multifunctioneel stadion in Wolgograd, een stad in Rusland.
Het stadion werd geopend in 1964. In het stadion is plaats voor 32.120 toeschouwers. Het stadion werd in 2002 gerenoveerd, tijdens deze renovatie was de capaciteit tijdelijk kleiner, namelijk 12.240. Het stadion werd vooral gebruikt voor voetbalwedstrijden, de voetbalclub FK Rotor Volgograd maakte gebruik van dit stadion.
Het stadion werd afgebroken in 2014 om plaats te maken voor een nieuw stadion, de Volgograd Arena. Dit stadion werd gebruikt voor het wereldkampioenschap voetbal 2018.

## Interlands
| Voetbalinterlands | Voetbalinterlands | Voetbalinterlands   | Voetbalinterlands | Voetbalinterlands    | Voetbalinterlands |
| №                 | Datum             | Wedstrijd           | Uitslag           | Competitie           | Toeschouwers      |
| ----------------- | ----------------- | ------------------- | ----------------- | -------------------- | ----------------- |
| 1                 | 7 september 1977  | Sovjet-Unie – Polen | 4–1               | Vriendschappelijk    | 40.000            |
| 2                 | 16 oktober 2002   | Rusland – Albanië   | 4–1               | EK 2004 kwalificatie | 16.000            |